# Agnes Kagure Kariuki
Agnes Kagure Kariuki (sinh năm 1974) là giám đốc điều hành và doanh nhân bảo hiểm người Kenya. Cô là người sáng lập và là Giám đốc điều hành của Tập đoàn Tư vấn Bảo hiểm (ICG), một cơ quan bảo hiểm độc lập ở Kenya. Trước khi sáng lập ICG, Agnes là Cố vấn tài chính điều hành tại CFC Stanbic, và đã tham gia vào việc sáp nhập giữa Công ty American Life Insurance (ALICO) và Ngân hàng CFC để tạo thành CFC Life Assurance Limited.

## Cuộc sống và giáo dục ban đầu
Kariuki sinh năm 1974 tại làng Gitathii-ini ở quận Nyeri. Cô học trường tiểu học Tetu Girls cho đến năm 1989, sau đó cô chuyển đến trường trung học Kangubiri, nơi cô nhận được Chứng chỉ Giáo dục Trung học của Kenya (KCSE) vào năm 1993. Kariuki tốt nghiệp với bằng Cử nhân Nghệ thuật từ Đại học Rajabhat Chiang Mai (Thái Lan), vào năm 2014.

## Sự nghiệp
Sau khi học xong trung học ở Nyeri, Kariuki chuyển đến Nairobi năm 1995 để làm việc với tư cách là một nhân viên bán hàng với Công ty Bảo hiểm Nhân thọ Mỹ (Kenya) Limited - ALICO hiện nay là Liberty Holdings Limited. Cô chuyển từ một nhân viên bán hàng thành một người quản lý cơ quan cấp cao vào năm 2000. Vào tháng 11 năm 2004, cô đã tham gia vào việc sáp nhập giữa công ty ALICO và ngân hàng CFC của mình vào CFC Life Assurance Limited. Một năm sau, cô được bổ nhiệm làm cố vấn tài chính điều hành, một cương vị mà cô duy trì cho đến năm 2011 khi cô rời công ty.
Vào ngày 18 tháng 3 năm 2018, Nairobi đốc Mike Sonko bao gồm Kariuki trong xuất bản "danh sách ngắn" của mình trong số 22 ứng cử viên để có khả năng được bổ nhiệm làm Phó Giám đốc Nairobi, sau sự từ chức của Phó Thống đốc Polycarp Igathe trước đó. Timothy Muriuki, cựu chủ tịch của Hiệp hội huyện Nairobi trung tâm thương mại, khuyên Sonko để chỉ định một người thành thạo với các doanh nghiệp tại Nairobi, và nói: "Tôi đề cử bà Agnes Kagure Kariuki, người từng đoạt giải thưởng chuyên gia bảo hiểm."